# Mygalopsis pauperculus
Mygalopsis pauperculus är en insektsart som först beskrevs av Walker, F. 1869.  Mygalopsis pauperculus ingår i släktet Mygalopsis och familjen vårtbitare. Inga underarter finns listade i Catalogue of Life.